# Inversion (génétique)
Pour les articles homonymes, voir Inversion.
L'inversion est une mutation génétique caractérisée par le renversement bout à bout d'une portion de chromatide sur un chromosome.